# Digitalis thapsi
Digitalis thapsi là một loài thực vật có hoa trong họ Mã đề. Loài này được L. mô tả khoa học đầu tiên năm 1763.

## Hình ảnh

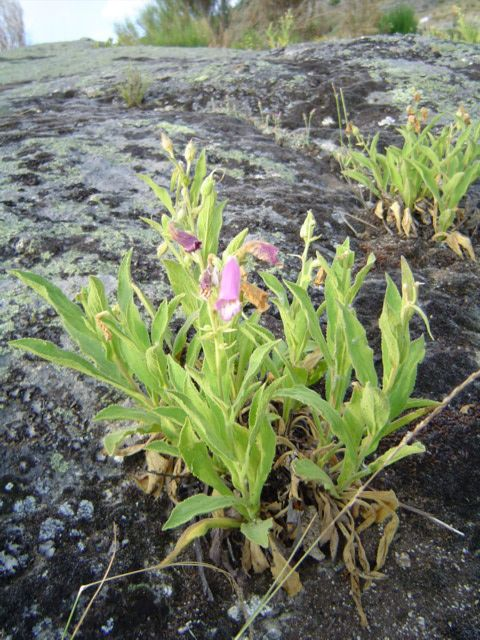
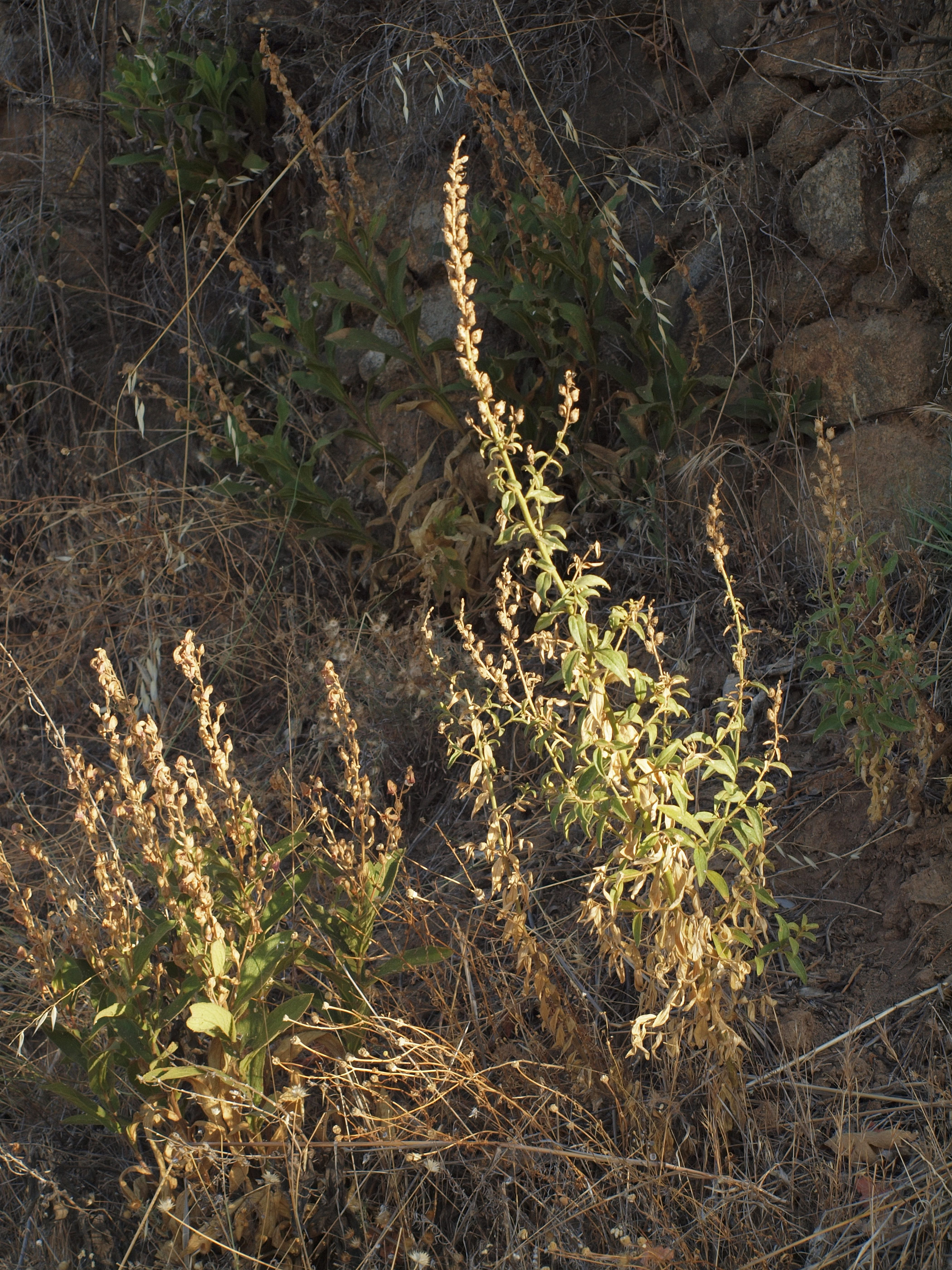
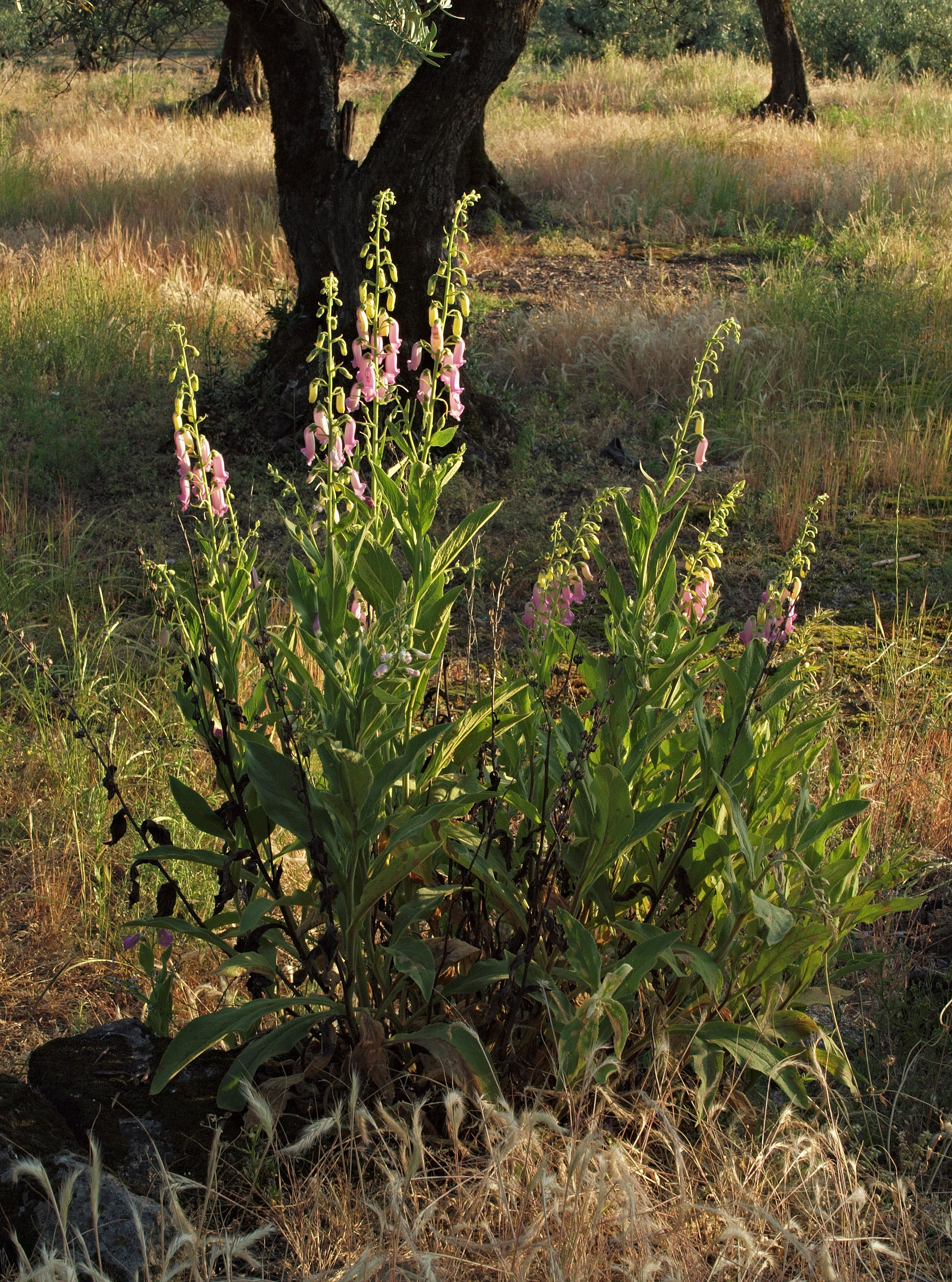
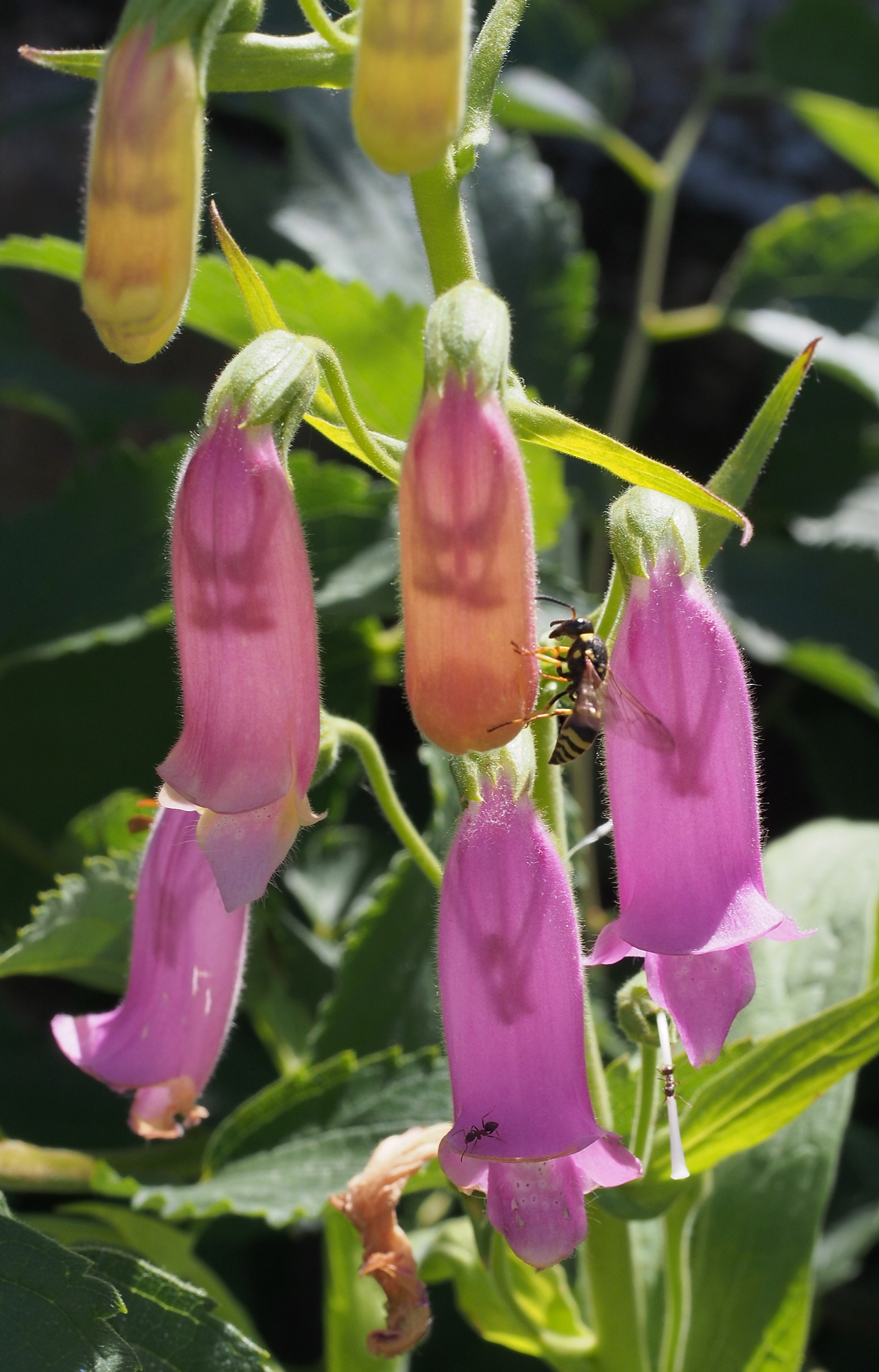